# Tinamú tataupà
El tinamú tataupà (Crypturellus tataupa) és una espècie d'ocell de la família dels tinàmids (Tinamidae) que habita zones de selva i praderies del Perú, Bolívia, sud i est del Brasil, el Paraguai i nord de l'Argentina.